# إبراهيم الحضرمي
إبراهيم بن قيس الحضرمي (يُكنى أبو إسحاق) واسمه الكامل إبراهيم بن قيس بن سليمان أبو إسحاق الهمداني الحضرمي، هو إمام وشاعر وفقيه، تشير المصادر أنه ولد ونشأ في حضرموت، وعاش خلال القرن الخامس الهجري، ويرجح بأنَّ ولادته كانت بين عامي 409-425 هجريًا. كان على المذهب الإباضي، والتقى الخليل بن شاذان الخروصي في عُمان عام 445 هجريًا، وأمده بالمال والرجال، فاستولى على حضرموت باسم الخروصي. يُرجح أيضًا بأنَّ أبو إسحاق توفيَّ بين عامي 475-500 هجريًا. ترك عدة مؤلفات، منها: ديوان «السيف النقاد» وكتاب «مختصر الخصال».